# Hans Landorph
Hans Landorph (1689 – 4. maj 1748 i Nykøbing Falster) var en dansk amtmand og godsejer.
Han var søn af assessor i Kancellikollegiet og generalfiskal Jørgen Landorph og Cathrine Mejer, blev student 1707, sekretær i Danske Kancelli 1711, vicelandsdommer på Fyn 1715, kancelliråd 1716, senere justitsråd, virkelig landsdommer 1719, amtmand over Nykøbing Amt 1722, etatsråd 1731 og adlet 31. december 1734. Efter sin moder, der havde ægtet kancelliråd Hans Daniel Ahlefeldt til Bådesgård, arvede han denne gård med gods; men ved sin pragtlyst, slette husholdning og alt for store godhed mod sine bønder ødelagde han sig endog i den grad, at han i sin pengenød gjorde sig skyldig i falsk; ved en kommissionsdom af 1738 blev han da fradømt embede og ære, men fik dog 1739 oprejsning i sidstnævnte henseende; selvfølgelig tog kreditorerne hele hans ejendom. Hans hustru, Magdalene Christine f. von Lützow (døbt 19. november 1709, gift 29. marts 1729), datter af gehejmeråd Henning Ulrich von Lützow til Søholt, fik en årlig pension af 100 Rdl., af hvilken de kummerlig levede i Nykøbing Falster, hvor Landorph døde 4. maj 1748 (begravet 13. maj).